# Läderfabriken

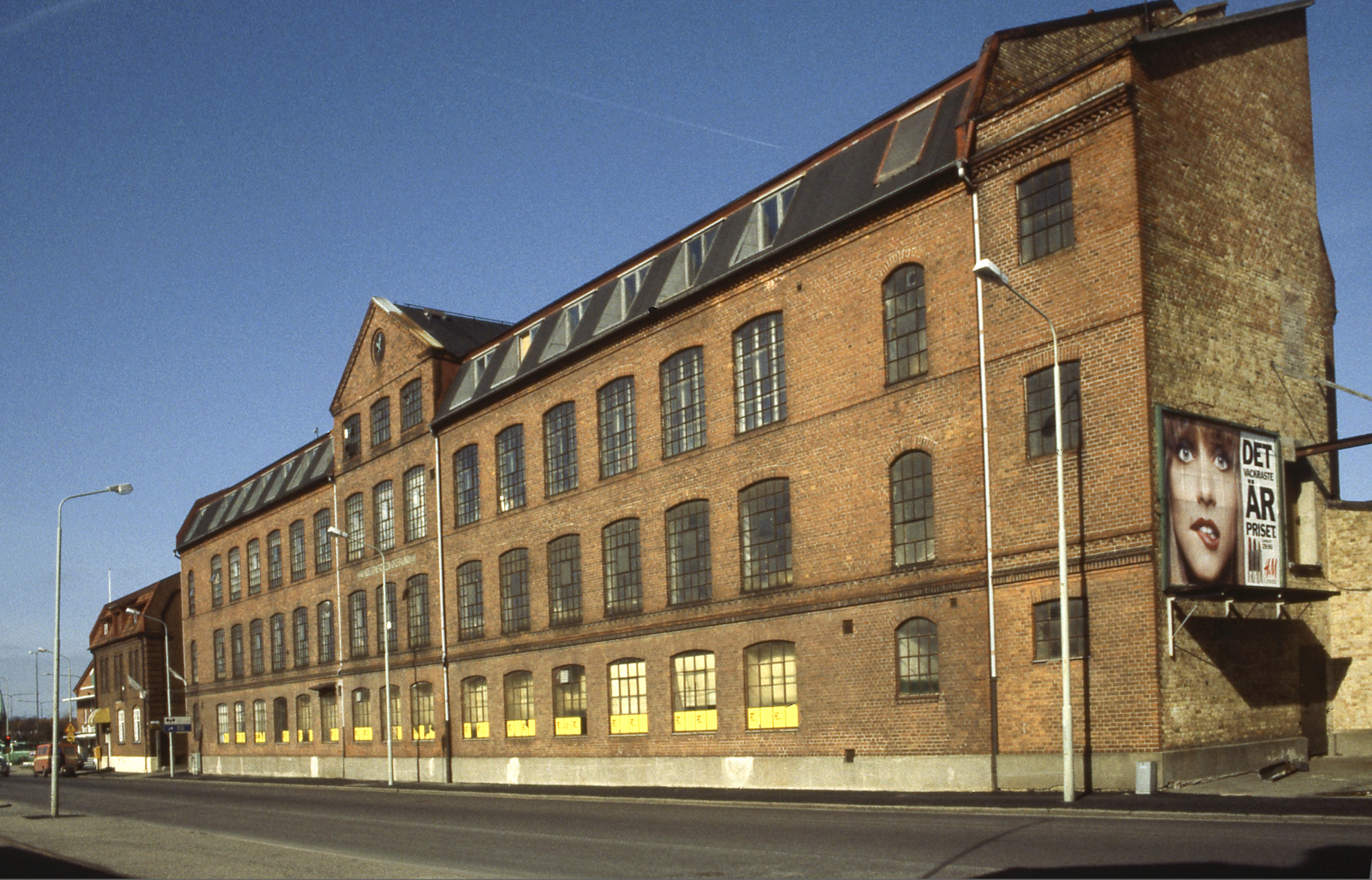
Byggnaden där galleriet och ateljékollektivet var inrymt 1987-90.

Läderfabriken på Industrigatan 14–18 i Malmö inrymde åren 1987–90 stadens första större ateljéhus för konstnärer.  
Tegelbyggnaden var från 1896 och vittnade om en tidigare industriell epok i Malmös historia. Innan ateljékollektivet flyttade in inrymdes här en tandborstfabrik.  
Initiativet att på egen hand skapa utrymme för konstnärsateljéer togs av elever som utbildats på Målarskolan Forum och på Grafikskolan Forum och rymde ett drygt trettiotal konstnärsateljéer och ett galleri.  
Läderfabriken uppmärksammades som en del av en nationell konstarena. Hösten 1987 gjordes ett inslag i Rikets kultur i svensk television samtidigt som produktionsbolaget Radium och Unga Atalante i Göteborg presenterades.
Under perioden 1987–89 genomfördes fjorton utställningar i föreningens galleri. Utöver utställningar från Norge, Danmark, England och Ungern kan bland de svenska utställarna nämnas Gert Aspelin, Lars Bergström, Helene Billgren, Ola Billgren, Ann Edholm, Kent Karlsson, Anita Nilsson, Rolf Wilhelmson och John Wipp.
Konstnärskollektivet kom till vid samma tid som Konstepidemin i Göteborg och existerade som ateljéhus fram till våren 1990. Bland de som hade ateljé på Läderfabriken kan nämnas: Majlis Agbeck, Gertrud Alfredsson, Marianne Andersson Embäck, Åsa Maria Bengtsson, Carin Carlsson, Peter Dacke, Lars Embäck, Annika Eriksson, Barbro Hemer, Anders Kappel Thomas Larsson, Yvonne Larsson och Minako Masui. 
Kvarteret revs 1997. Läderfabriken fick en fortsättning i ett industrihus längre ner på samma gata under namnet Ateljéföreningen Addo i en nedlagd fabrik för kontorsmaskiner.
Föreningen belönades med Edstrandska stiftelsens stipendium 1987 och Maria Bonnier Dahlins stipendium 1987.